# Mattaincourt
Mattaincourt est une commune française située dans le département des Vosges, en région Grand Est.
Ses habitants sont appelés les Mattaincurtiens.

## Géographie

### Localisation
Le village de Mattaincourt se situe au sud du plateau lorrain, à 278 mètres d'altitude, dans une partie de collines et de forêts qu'on appelle la Vôge.

### Géologie et relief
Une zone naturelle d'intérêt écologique, faunistique et floristique :
- Vergers de Mirecourt[1].

Le village est traversé par le Madon, une paisible rivière qui va rejoindre la Moselle à Pont-Saint-Vincent. Dans le village, sur un canal dévié du Madon, il y avait une scierie de planches, mue par une roue à aubes. Au hameau de Solenval, une petite turbine sur le Madon donnait de l'électricité et de la force motrice à un petit atelier de serrurerie.
La commune s'étend sur 6 km2 et compte 882 habitants depuis le dernier recensement de la population datant de 2007. Entouré par les communes d'Hymont, de Mirecourt et de Bazoilles-et-Ménil, Mattaincourt est située à 26 km au nord-ouest d'Épinal, la plus grande ville aux alentours.
| Mirecourt          | Mirecourt    |                         |
|                    | Mattaincourt | Vroville                |
| Bazoilles-et-Ménil | Hymont       | Velotte-et-Tatignécourt |

### Hydrographie et les eaux souterraines
Hydrogéologie et climatologie : Système d’information pour la gestion des eaux souterraines du bassin Rhin-Meuse :
Territoire communal : Occupation du sol (Corinne Land Cover); Cours d'eau (BD Carthage),
Géologie : Carte géologique; Coupes géologiques et techniques,
 Hydrogéologie : Masses d'eau souterraine; BD Lisa; Cartes piézométriques.

#### Réseau hydrographique
La commune est située dans le bassin versant du Rhin au sein du bassin Rhin-Meuse. Elle est drainée par le Madon, le ruisseau la Saule, le ruisseau de Vrouille, le ruisseau de Bazoilles et le ruisseau de Ravenel,.
Le Madon, d'une longueur totale de 96,9 km, prend sa source dans la commune de Vioménil et se jette dans la Moselle à Pont-Saint-Vincent, après avoir traversé 47 communes.

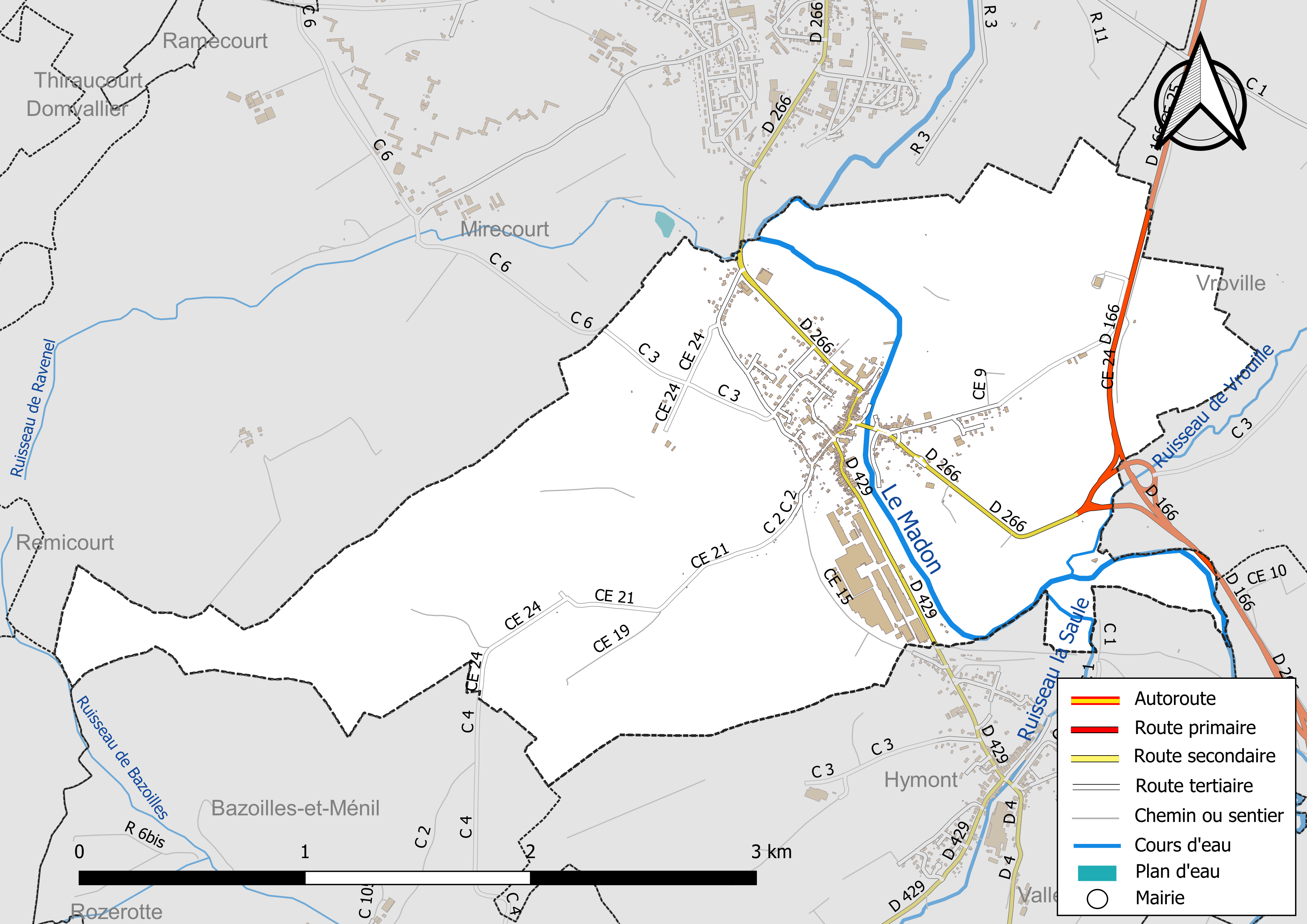
Réseaux hydrographique et routier de Mattaincourt.

Le ruisseau la Saule, d'une longueur totale de 14 km, prend sa source dans la commune de La Neuveville-sous-Montfort et se jette dans le Madon sur la commune, après avoir traversé six communes.

#### Gestion et qualité des eaux
Le territoire communal est couvert par le schéma d'aménagement et de gestion des eaux (SAGE) « Nappe des Grès du Trias Inférieur ». Ce document de planification, dont le territoire comprend le périmètre de la zone de répartition des eaux de la nappe des Grès du trias inférieur (GTI), d'une superficie de 1 497 km2, est en cours d'élaboration. L’objectif poursuivi est de stabiliser les niveaux piézométriques de la nappe des GTI et atteindre l'équilibre entre les prélèvements et la capacité de recharge de la nappe. Il doit être cohérent avec les objectifs de qualité définis dans les SDAGE Rhin-Meuse et Rhône-Méditerranée. La structure porteuse de l'élaboration et de la mise en œuvre est le conseil départemental des Vosges.
La qualité des eaux de baignade et des cours d’eau peut être consultée sur un site dédié géré par les agences de l’eau et l’Agence française pour la biodiversité.

### Climat
Pour des articles plus généraux, voir Climat du Grand Est et Climat des Vosges.
En 2010, le climat de la commune est de type climat des marges montargnardes, selon une étude du Centre national de la recherche scientifique s'appuyant sur une série de données couvrant la période 1971-2000. En 2020, Météo-France publie une typologie des climats de la France métropolitaine dans laquelle la commune est dans une zone de transition entre le climat océanique altéré et le climat océanique altéré et est dans la région climatique  Lorraine, plateau de Langres, Morvan, caractérisée par un hiver rude (1,5 °C), des vents modérés et des brouillards fréquents en automne et hiver.
Pour la période 1971-2000, la température annuelle moyenne est de 9,8 °C, avec une amplitude thermique annuelle de 16,9 °C. Le cumul annuel moyen de précipitations est de 897 mm, avec 12,6 jours de précipitations en janvier et 9,5 jours en juillet. Pour la période 1991-2020, la température moyenne annuelle observée sur la station météorologique de Météo-France la plus proche, « Mirecourt-inra », sur la commune de Mirecourt à 2 km à vol d'oiseau, est de 10,4 °C et le cumul annuel moyen de précipitations est de 824,3 mm. 
La température maximale relevée sur cette station est de 39,5 °C, atteinte le 25 juillet 2019 ; la température minimale est de −19,5 °C, atteinte le 20 décembre 2009,,.
Les paramètres climatiques de la commune ont été estimés pour le milieu du siècle (2041-2070) selon différents scénarios d'émission de gaz à effet de serre à partir des nouvelles projections climatiques de référence DRIAS-2020. Ils sont consultables sur un site dédié publié par Météo-France en novembre 2022.

## Urbanisme

### Typologie
Au 1er janvier 2024, Mattaincourt est catégorisée commune rurale à habitat dispersé, selon la nouvelle grille communale de densité à sept niveaux définie par l'Insee en 2022.
Elle appartient à l'unité urbaine de Mirecourt, une agglomération intra-départementale regroupant quatre  communes, dont elle est une commune de la banlieue,,. Par ailleurs la commune fait partie de l'aire d'attraction de Mirecourt, dont elle est une commune de la couronne,. Cette aire, qui regroupe 33 communes, est catégorisée dans les aires de moins de 50 000 habitants,.

### Occupation des sols
L'occupation des sols de la commune, telle qu'elle ressort de la base de données européenne d’occupation biophysique des sols Corine Land Cover (CLC), est marquée par l'importance des territoires agricoles (58 % en 2018), une proportion identique à celle de 1990 (58 %). La répartition détaillée en 2018 est la suivante : 
forêts (28,9 %), terres arables (22,7 %), prairies (20,7 %), zones urbanisées (13,2 %), zones agricoles hétérogènes (8,5 %), cultures permanentes (6 %). L'évolution de l’occupation des sols de la commune et de ses infrastructures peut être observée sur les différentes représentations cartographiques du territoire : la carte de Cassini (XVIIIe siècle), la carte d'état-major (1820-1866) et les cartes ou photos aériennes de l'IGN pour la période actuelle (1950 à aujourd'hui).

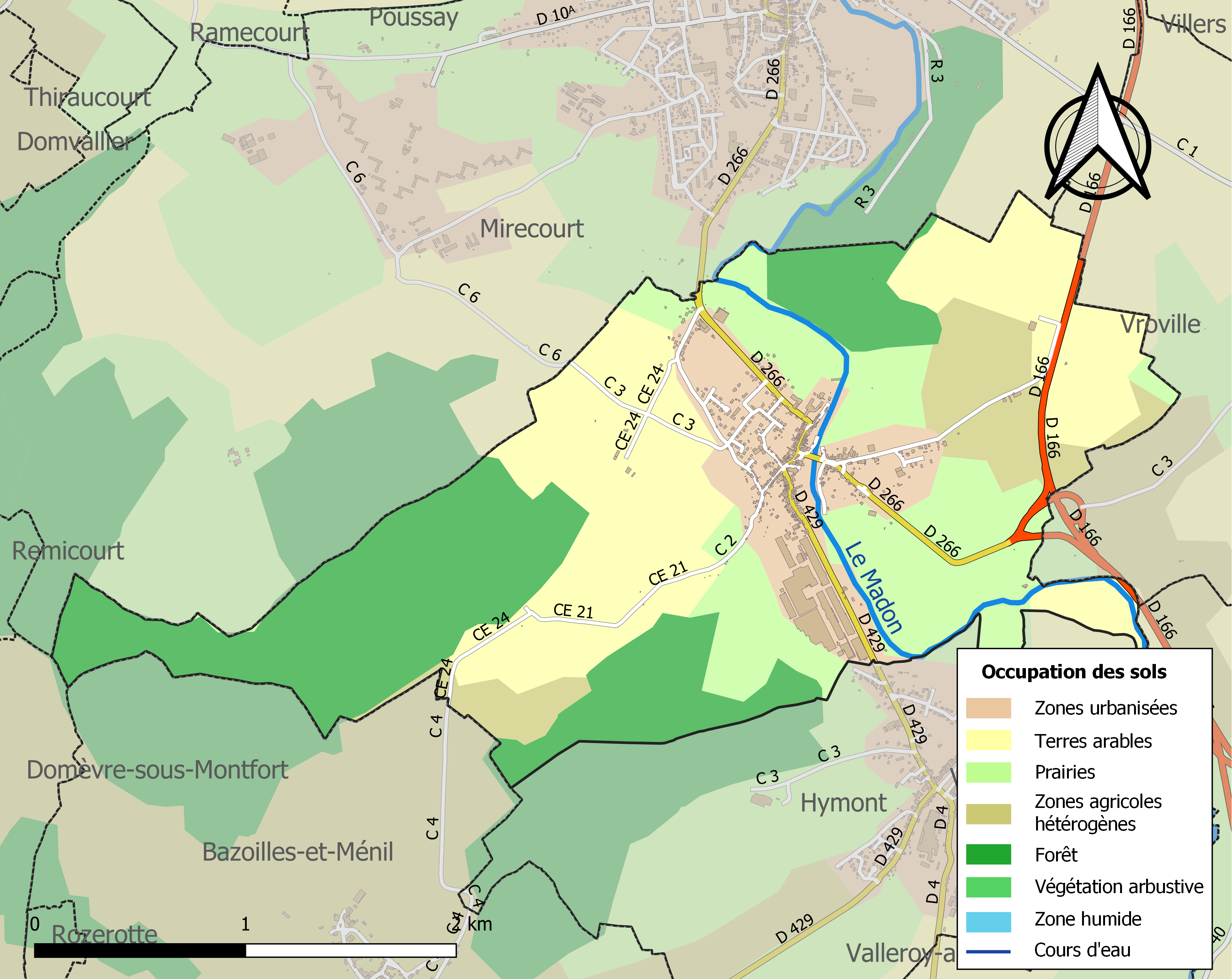
Carte des infrastructures et de l'occupation des sols de la commune en 2018 (CLC).

### Voies de communications et transports

#### Voies routières
- A31 (aussi appelée autoroute de Lorraine-Bourgogne). Échangeurs Châtenois, Bulgnéville.

#### Transports en commun
- Fluo Grand Est.

#### Lignes SNCF
- Gare de Charmes
- Gare de Vittel
- Gare de Châtel - Nomexy

#### Transports aériens
- L'Aéroport d'Épinal-Mirecourt « Vosges Aéroport ».

À partir de l'été 2021, l’aéroport d’Épinal-Mirecourt est devenu le "pélicandrome" de la Zone Est et servira ainsi de base de ravitaillement et d’intervention pour les avions bombardiers d’eau connus sous le nom de Dash 8.

## Toponymie
La localité est attestée sous les formes Mathaincuria, Metencort en 1127, (prononcé métincôôôt), Maitheincourt en 1305, Mathaincourt, Mattincourt, Mattaincourt, Metencort en 1129, Mathencort en 1247, Mattoncort en 1276, Mataincuria en 1402 (DT) = anthroponyme germanique Matto(n) (NPAG, I, 166b) + ancien français cort, "ferme, domaine rural", du latin cohortem, "cour de ferme"[réf. nécessaire].

## Histoire

### Antiquité
L’occupation du site de la commune semble fort ancienne. De nombreux vestiges certifient que dès l’époque de l’âge du fer des hommes s’y étaient établis (800 av. J.-C.). Le peuple gaulois des Leuques (fin de l’âge de fer) y créa un des premiers domaines agricoles. Cette thèse est toutefois contesté car pour certains cette occupation n’est réelle que depuis la fin du Ve siècle.
Lors de la colonisation romaine, la construction de la voie "Langres-Strasbourg", passant à deux kilomètres du village, permis à celui-ci de développer le commerce. Mais il faut attendre l'arrivée des Francs au VIe siècle pour que la région connaisse un réel peuplement.

### Moyen Âge et Temps modernes
Au cours du Moyen Âge, le fief passe de main en main entre les ducs de Lorraine et leurs vassaux fortunés.
Économiquement, les eaux du Madon étaient utilisées pour le foulage du drap. Les drapiers de Mattaincourt, Mirecourt et Poussay étaient regroupés en une puissante corporation qui achetait des laines venant de Francfort-sur-le-Main ou de Strasbourg. Sur chaque pièce de tissu était apposé la marque des tisserands. On peut voir encore, sur plusieurs portes du village, le chiffre "4" que l’on disait être celui des drapiers.

### Époque contemporaine
Au XIXe siècle Mattaincourt est un grand centre de la broderie. Environ 120 ouvrières œuvrent au métier ou à la main.
1832 : choléra - 90 décès
1841 : construction du couvent (1841 à 1892)
1868 : construction de fours à chaux produisant de la chaux hydraulique donnant du travail à environ 60 chaufourniers.
1870-1872 : invasion prussienne.
1888 : construction d’une école de filles
1897 : cérémonie de canonisation de Pierre Fourrier
1937 : construction de l’hôpital Ravenel
1940 : occupation allemande pendant 4 ans
1944 : libération le 14 septembre vers 15 h par la division Leclerc (bataille de Dompaire)

Vues historiques (Adolphe Weick).
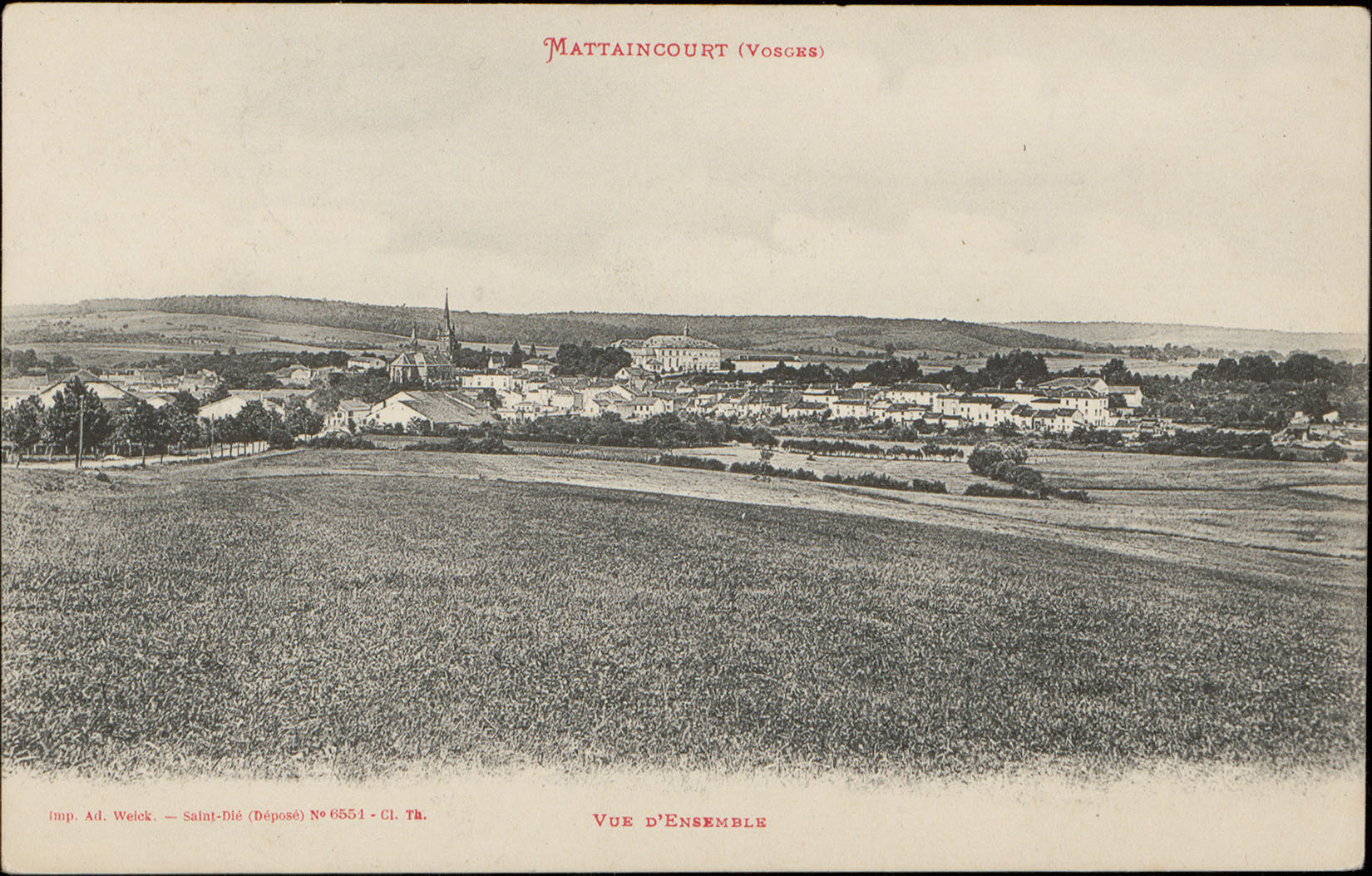
Vue d'ensemble.
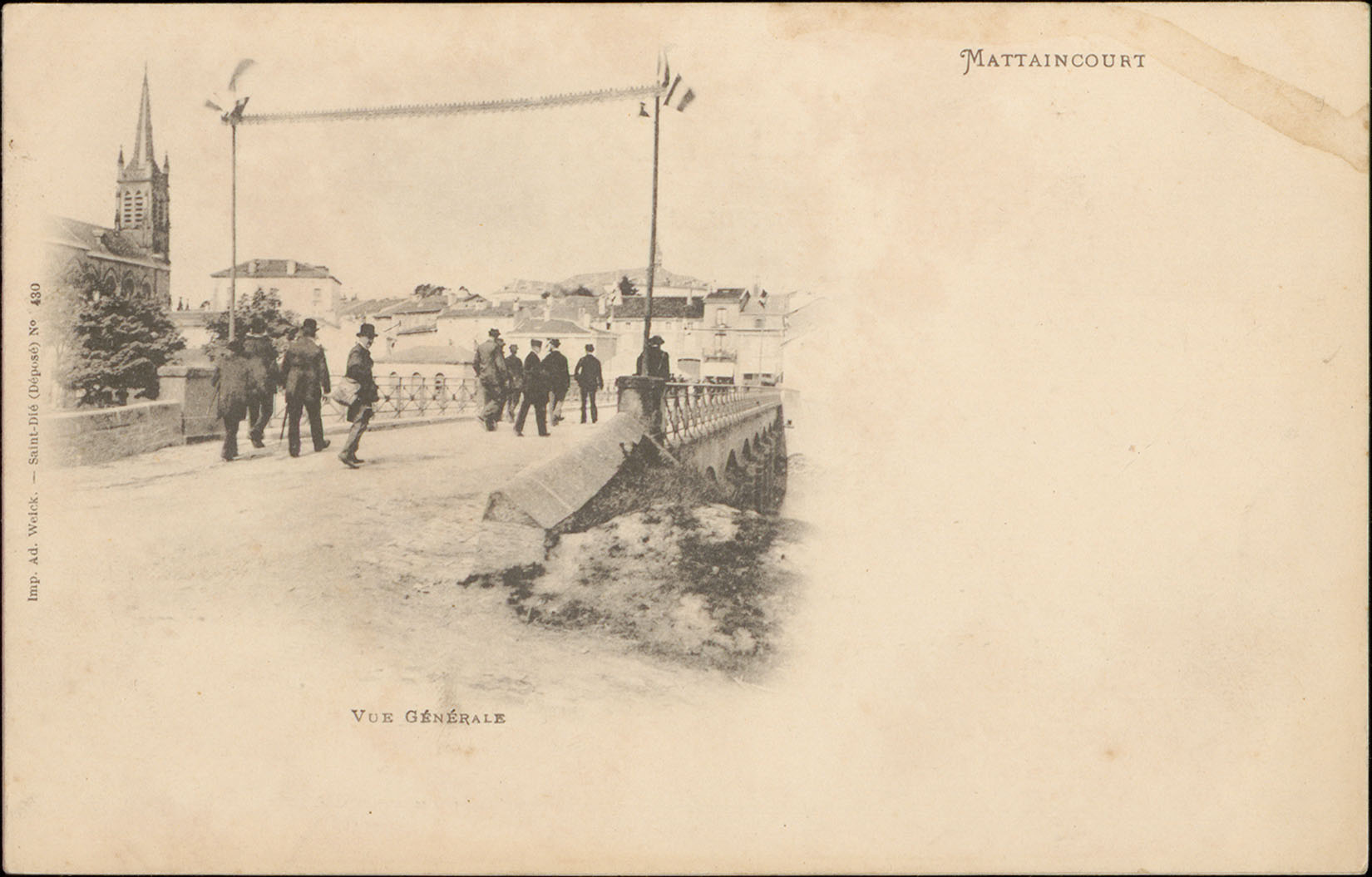
Vue générale.
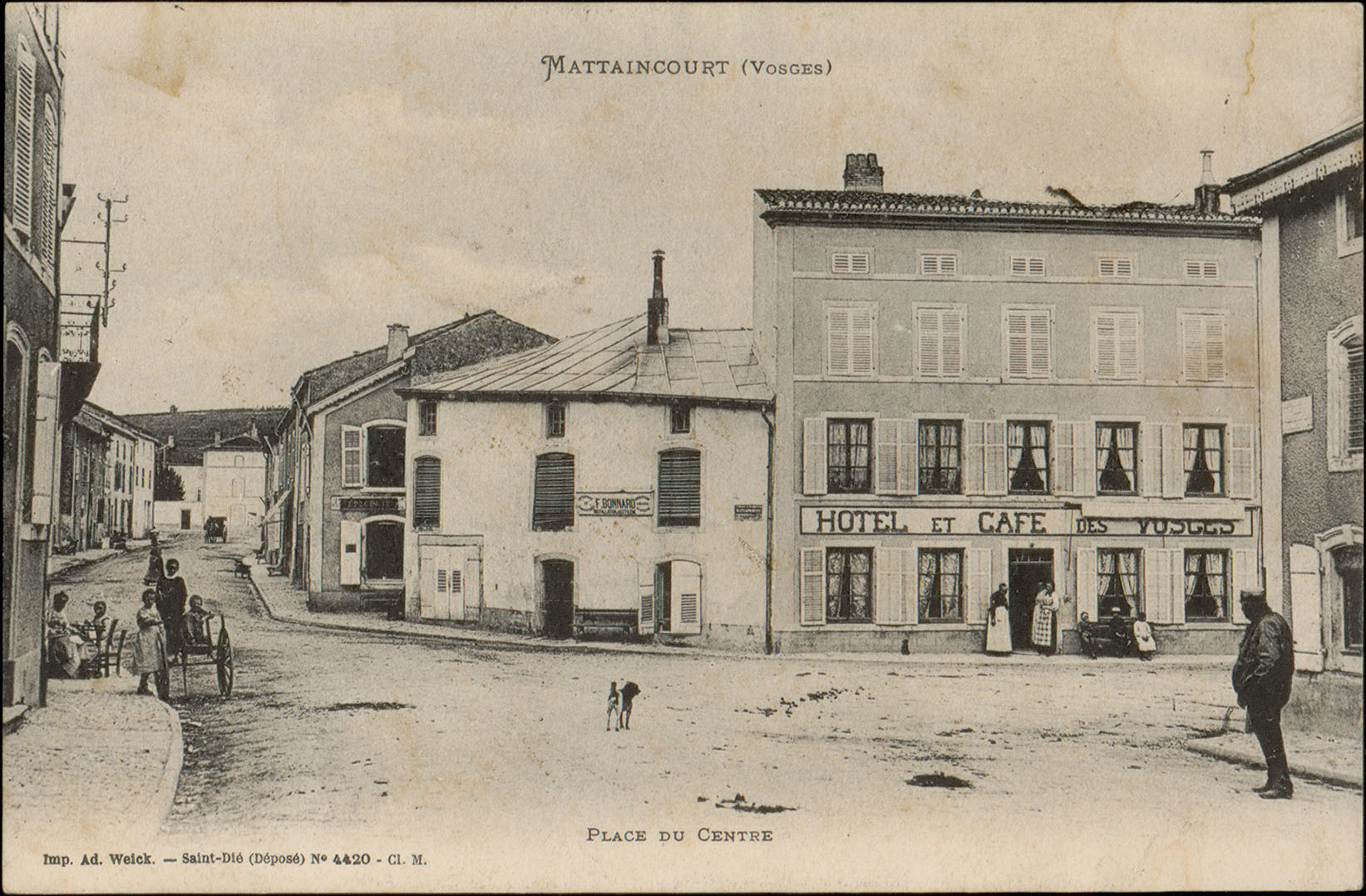
Place du Centre.

## Politique et administration

### Découpage territorial
Par arrêté préfectoral du 15 septembre 2023, la commune est retirée le 1er janvier 2024 de l'arrondissement d'Épinal et rattachée à l'arrondissement de Neufchâteau.

### Liste des maires
| Période                                  | Période                       | Identité                      | Étiquette | Qualité                                                           |
| ---------------------------------------- | ----------------------------- | ----------------------------- | --------- | ----------------------------------------------------------------- |
| Les données manquantes sont à compléter. |                               |                               |           |                                                                   |
| 1983                                     | mars 2008                     | Patrick Beisbardt (1947-2013) | PS        | Médecin, conseiller général du canton de Mirecourt (1998-2004)    |
| mars 2008                                | octobre 2016                  | Daniel Vinot                  | PS        | Démissionnaire                                                    |
| 9 novembre 2016                          | En cours (au 9 novembre 2016) | Joris Huriot (°1992)          | PS        | Vice-président de la Communauté de Communes de Mirecourt Dompaire |

### Budget et fiscalité 2023

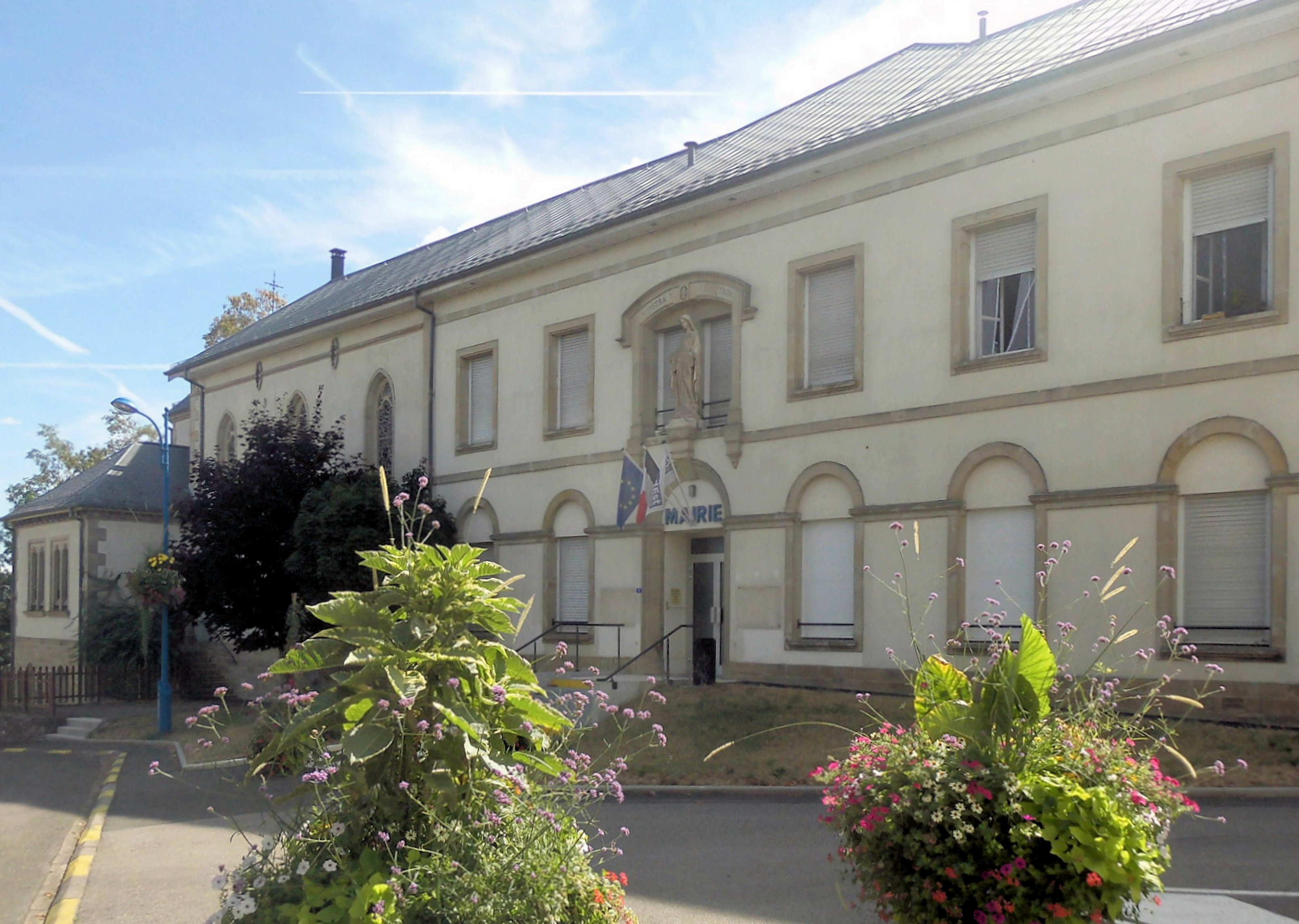
La mairie.

En 2023, le budget de la commune était constitué ainsi :
- total des produits de fonctionnement : 837 000 €, soit 1 016 € par habitant ;
- total des charges de fonctionnement : 713 000 €, soit 867 € par habitant ;
- total des ressources d'investissement : 1 735 000 €, soit 2 108 € par habitant ;
- total des emplois d'investissement : 895 000 €, soit 1 087 € par habitant ;
- endettement : 1 633 000 €, soit 1 984 € par habitant.

Avec les taux de fiscalité suivants :
- taxe d'habitation : 24,04 % ;
- taxe foncière sur les propriétés bâties : 38,00 % ;
- taxe foncière sur les propriétés non bâties : 34,11 % ;
- taxe additionnelle à la taxe foncière sur les propriétés non bâties : 0,00 % ;
- cotisation foncière des entreprises : 0,00 %.

Chiffres clés Revenus et pauvreté des ménages en 2021 : médiane en 2021 du revenu disponible, par unité de consommation : 22 330 €.

## Population et société

### Démographie

#### Évolution démographique
L'évolution du nombre d'habitants est connue à travers les recensements de la population effectués dans la commune depuis 1793. Pour les communes de moins de 10 000 habitants, une enquête de recensement portant sur toute la population est réalisée tous les cinq ans, les populations de référence des années intermédiaires étant quant à elles estimées par interpolation ou extrapolation. Pour la commune, le premier recensement exhaustif entrant dans le cadre du nouveau dispositif a été réalisé en 2007.

En 2022, la commune comptait 801 habitants, en évolution de −4,07 % par rapport à 2016 (Vosges : −2,96 %, France hors Mayotte : +2,11 %).
| 1793 | 1800 | 1806 | 1821 | 1831 | 1836  | 1841 | 1846  | 1856  |
| ---- | ---- | ---- | ---- | ---- | ----- | ---- | ----- | ----- |
| 834  | 899  | 970  | 935  | 953  | 1 015 | 972  | 1 123 | 1 025 |

| 1861  | 1866  | 1876  | 1881 | 1886 | 1891 | 1896 | 1901 | 1906 |
| ----- | ----- | ----- | ---- | ---- | ---- | ---- | ---- | ---- |
| 1 031 | 1 055 | 1 000 | 990  | 958  | 951  | 944  | 937  | 894  |

| 1911  | 1921 | 1926 | 1931 | 1936 | 1946 | 1954 | 1962 | 1968 |
| ----- | ---- | ---- | ---- | ---- | ---- | ---- | ---- | ---- |
| 1 021 | 894  | 977  | 922  | 737  | 902  | 875  | 779  | 834  |

| 1975 | 1982 | 1990 | 1999 | 2006 | 2007 | 2012 | 2017 | 2022 |
| ---- | ---- | ---- | ---- | ---- | ---- | ---- | ---- | ---- |
| 895  | 942  | 975  | 911  | 858  | 850  | 874  | 821  | 801  |

### Enseignement
Établissements d'enseignements :
- Écoles maternelles et primaires à Mattaincourt, Hymont, Mirecourt, Poussay.
- Collèges à Mirecourt, Dompaire, Charmes, Vittel, Mandres-sur-Vair.
- Lycées à Mirecourt, Harol, Mandres-sur-Vair, Contrexéville.

### Santé
Professionnels et établissements de santé :
- Médecins à Mattaincourt, Mirecourt, Remoncourt, Dompaire, Damas-et-Bettegney, Diarville, Charmes, Lerrain.
- Pharmacies à Mattaincourt, Mirecourt, Remoncourt, Dompaire, Diarville, Charmes, Lerrain, Gironcourt-sur-Vraine, Vincey, Vittel.
- Hôpitaux à Mattaincourt, Mirecourt, Ville-sur-Illon.

### Cultes
- Culte catholique, Paroisse Saint-Pierre-Fourier - Mirecourt[30], Diocèse de Saint-Dié.

## Économie

### Entreprises et commerces

#### Agriculture-élevage
- Élevage de vaches laitières.
- Élevage d'ovins et de caprins.
- Élevage d'autres bovins et de buffles.
- Exploitation forestière.

#### Tourisme
- Gîtes ruraux[31],[32].
- Hébergements et restauration à Mirecourt, Épinal, Vittel, Contrexéville.

#### Commerce et artisanat
- Commerces et services de proximité[33].

#### Industrie
- Usine Ekipa du groupe Parisot (P3G Industries)[34].

## Culture locale et patrimoine

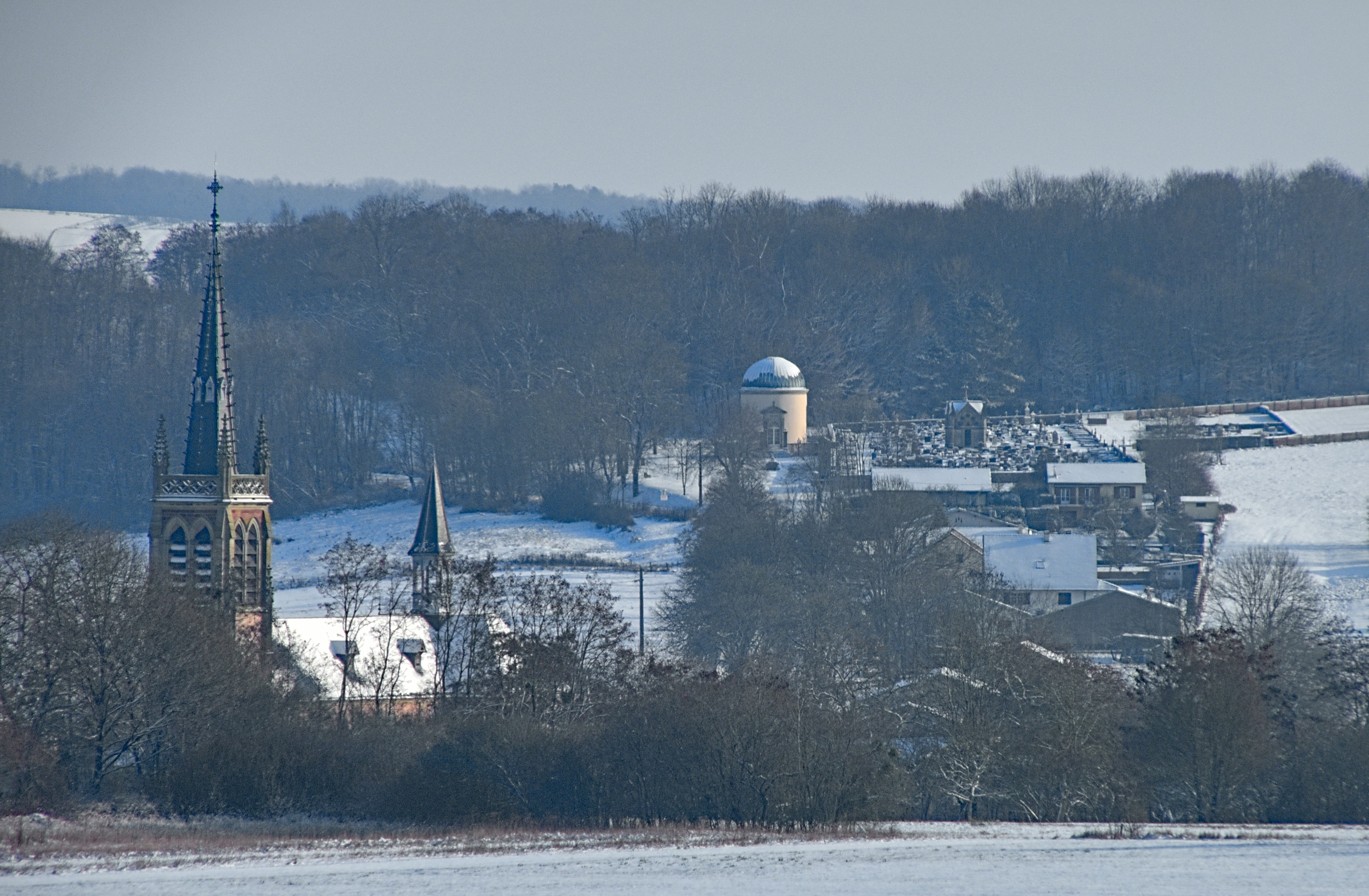
La basilique et le cimetière de Mattaincourt en hiver.
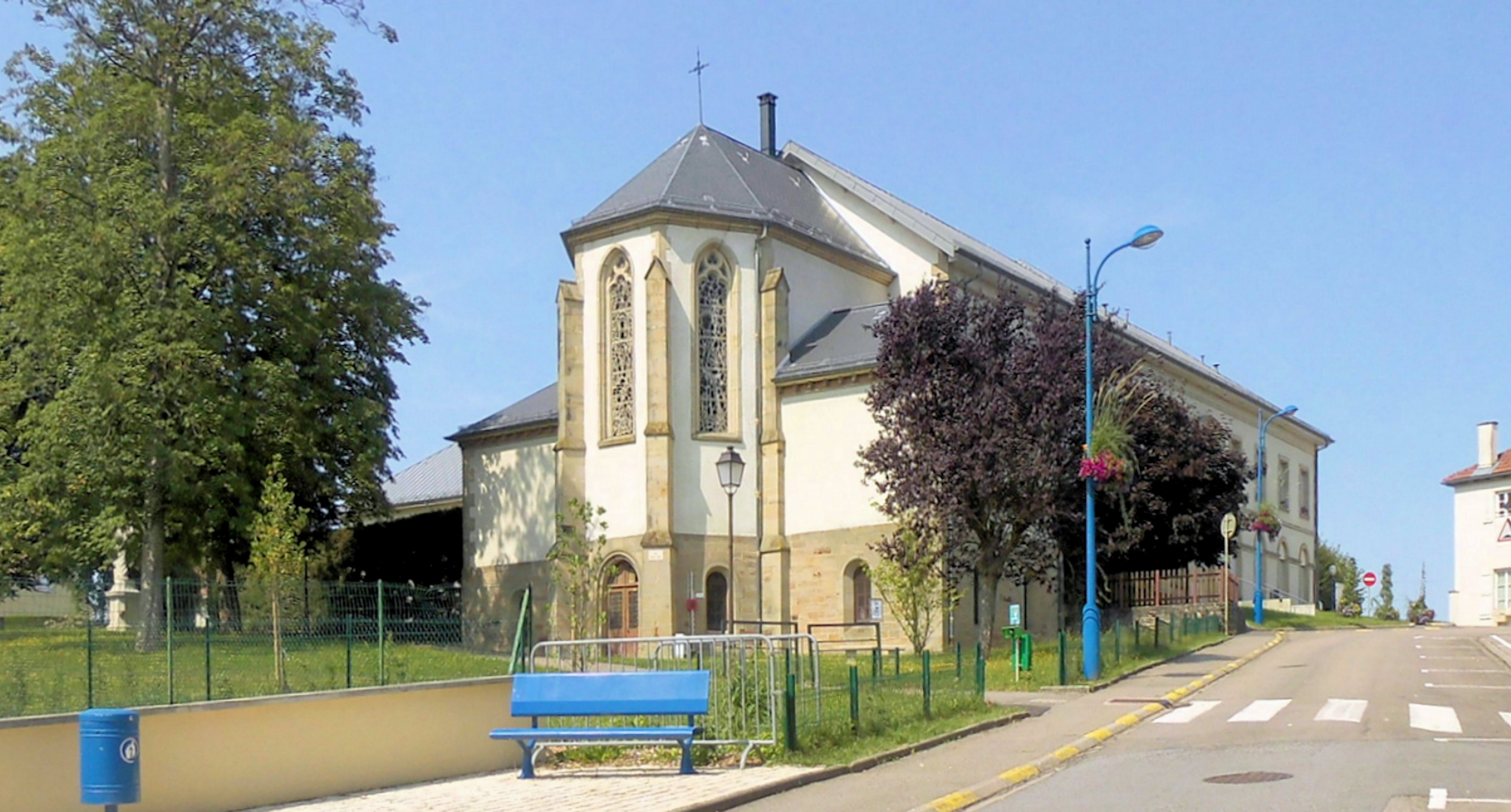
Chapelle Notre-Dame.
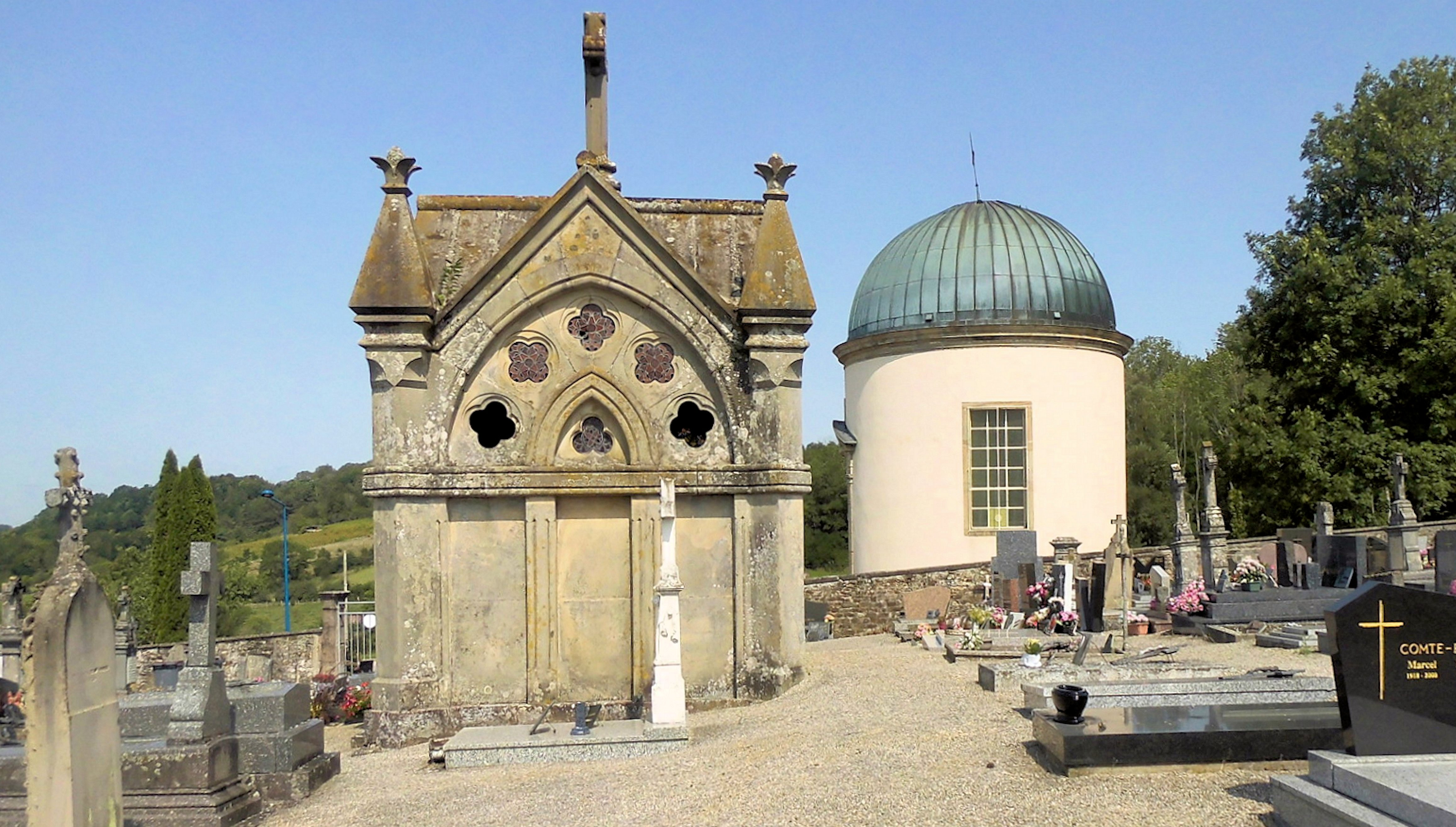
La chapelle du Bon Saint-Pierre-Fourier.
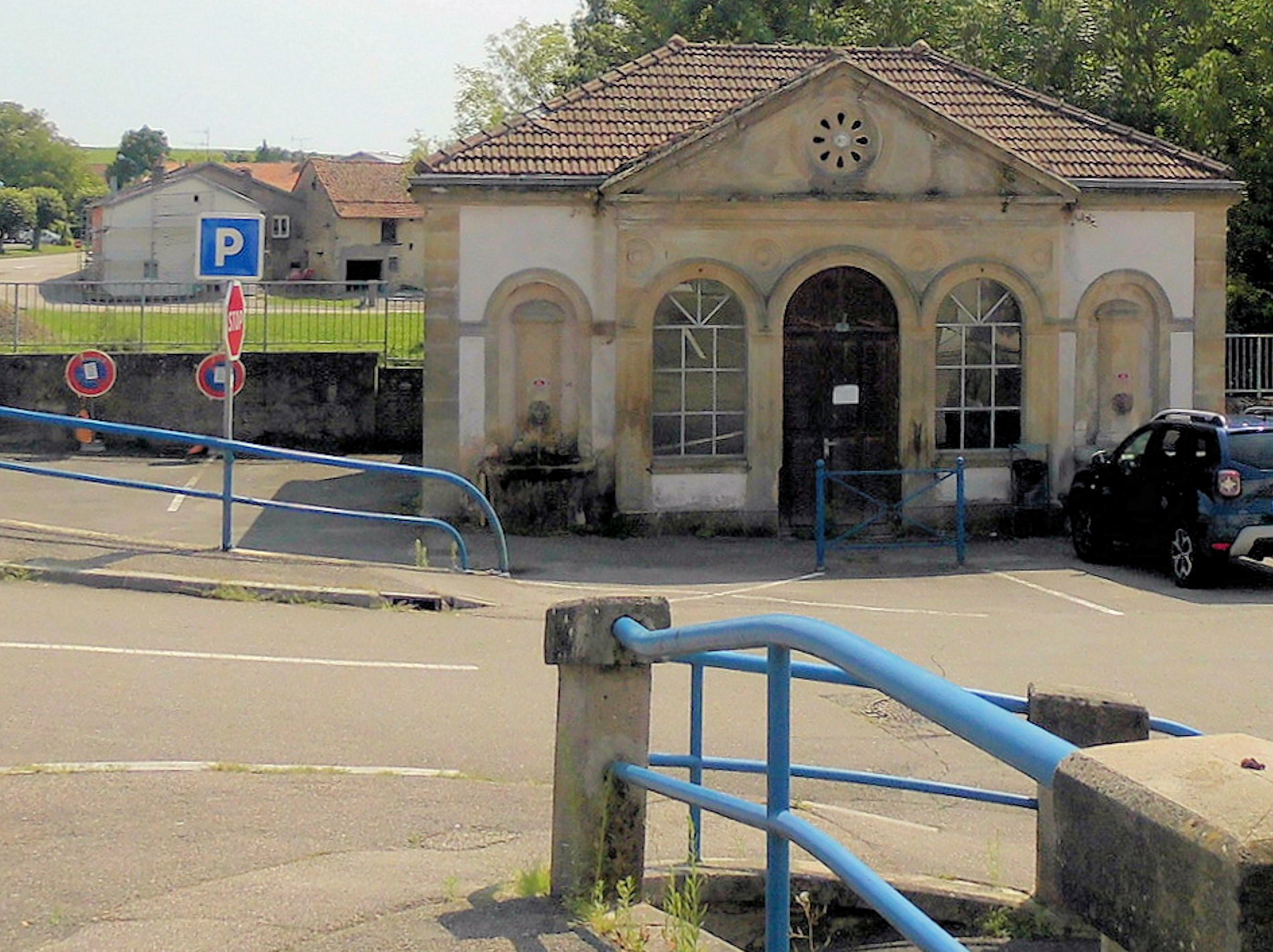
Lavoir.
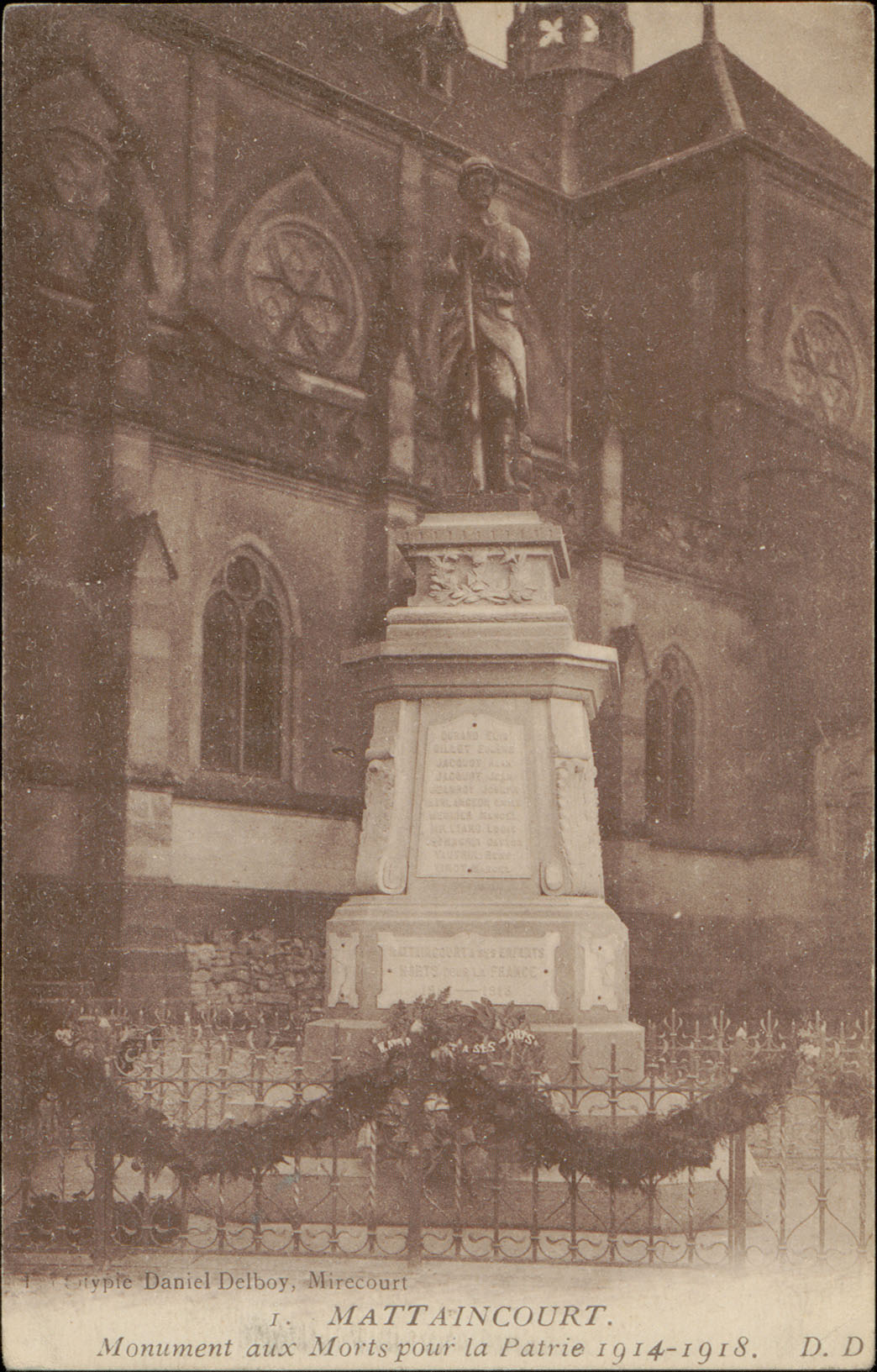
Carte postale. Monument aux Morts 1914-1918.
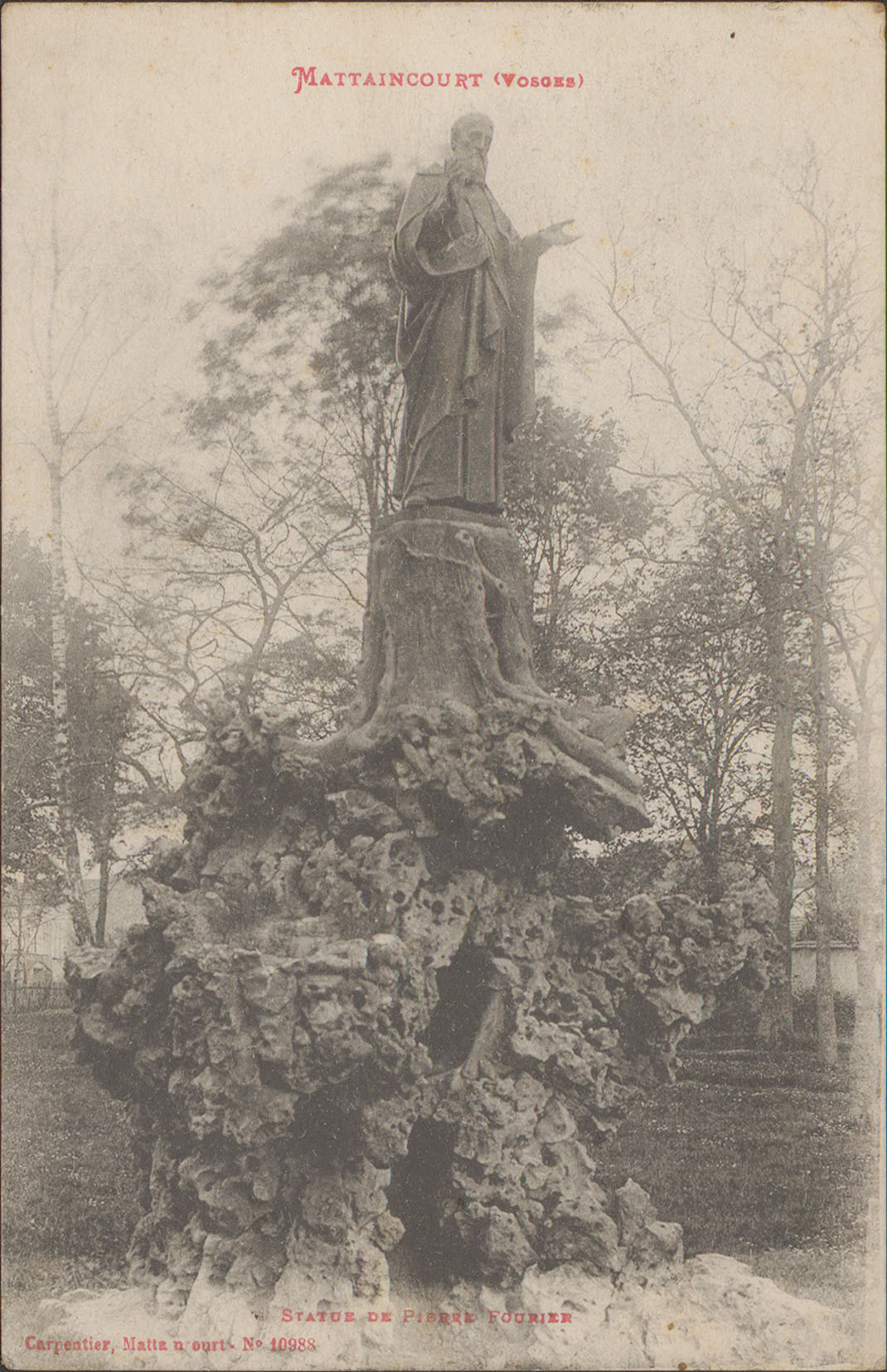
Carte postale. Statue de Pierre Fourier.
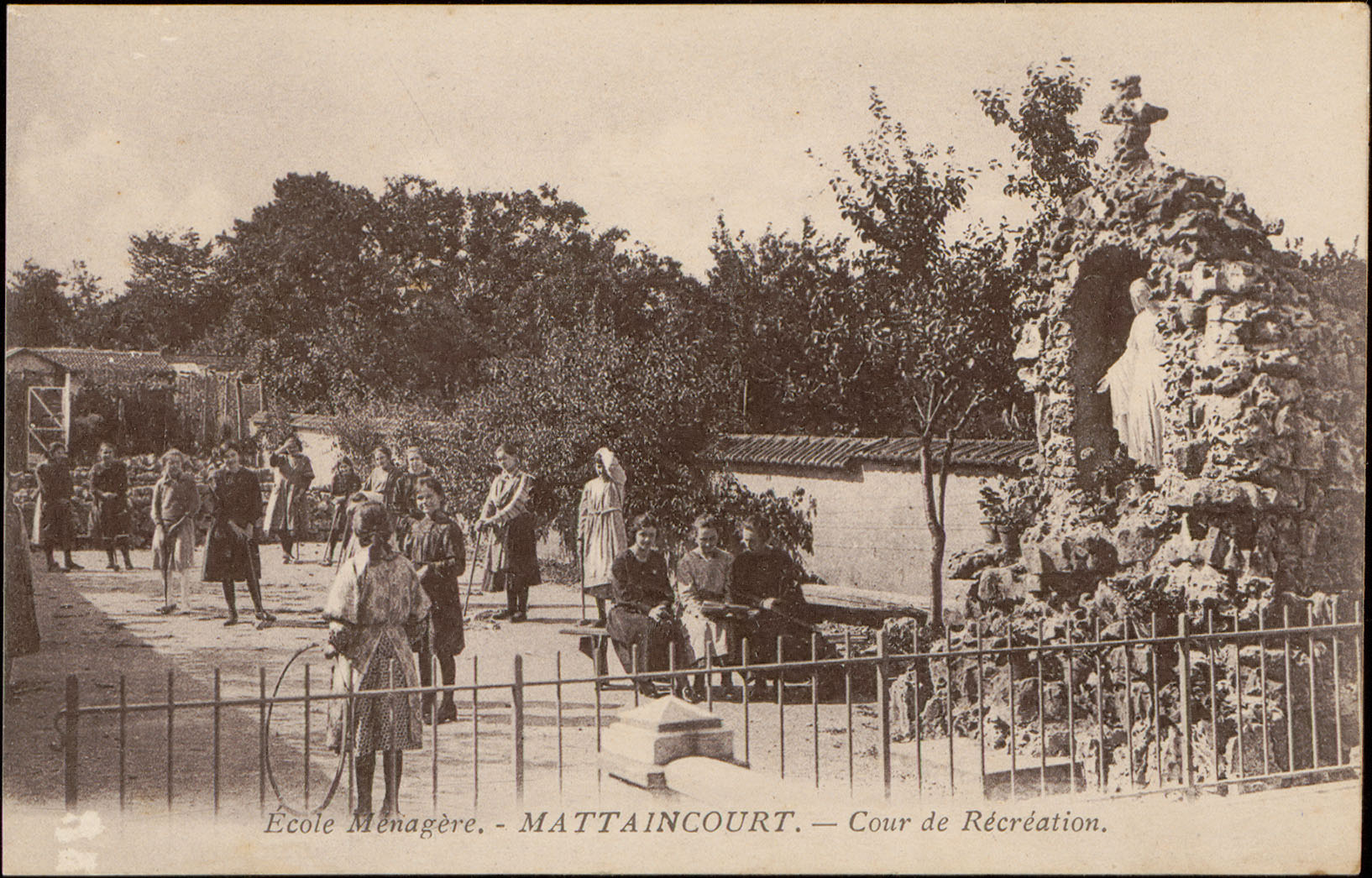
Carte postale. École Ménagère, Mattaincourt, Cour de Récréation.
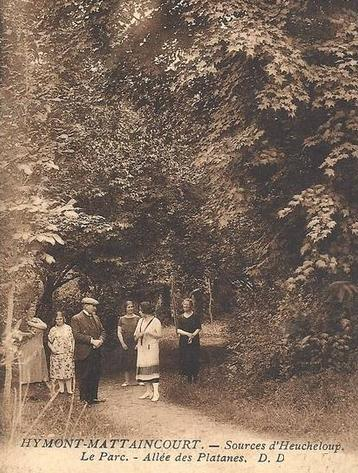
Carte postale. Sources Heucheloup Mattaincourt-Hymont.

### Lieux et monuments

#### La basilique
Elle fut construite en 1853 par le chanoine Hadolen en vue de la canonisation de Pierre Fourier sur l'emplacement de l'ancienne église de Mattaincourt où il avait officié. C'est l'une des premières manifestations du style néogothique en France.
La basilique (y compris sacristie et presbytère) fait l'objet d'une inscription au titre des monuments historiques depuis le 21 décembre 1984. L'orgue réalisé par Jaquot-Jeanpierre en 1876 a été réparé par Jacquot-Lavergne en 1959.

#### La chapelle
- 1834 : construction de la chapelle ronde par l’abbé Hadol. Elle est couverte par un dôme. Nouvelle couverture en cuivre réalisée dans les années soixante (plaques de cuivre martelées pour obtenir la forme sphérique de la coupole entière).

#### Monuments commémoratifs
- Monument aux morts[37],[38].
- Monuments commémoratifs[39].

#### Le musée Saint-Pierre-Fourier
À l'ombre de la basilique, près du puits du miracle, le musée s'abrite dans l'ancien presbytère qui fut celui de saint Pierre Fourier de 1597 à 1632.
En haut du perron, sa chambre a gardé de cette époque l'alcôve chambre, bien que les boiseries aient été remplacées au XVIIIe siècle. Sont contemporains de saint Pierre Fourier : le plancher, les céramiques de la cheminée, les poutres, les murs de pierre…
À côté sont rassemblés :
- les rares vestiges de l'ancienne église qui fut celle du curé Fourier : clé de voûte, chapiteaux et un dessus d'autel du XVIIIe siècle ;
- une cloche de l'hôpital de Mattaincourt qui fut fondé à la fin du XVIIIe siècle, en partie sur une donation par héritage d'un neveu de saint Pierre Fourier.

À l'étage supérieur, c'est le musée proprement dit, sous une superbe charpente refaite en 1988 à la façon XVIIe siècle par un maître charpentier vosgien.

#### L’emplacement de la première école
C’est là que sœur Alix Le Clerc revint en 1609 après un long séjour à Nancy pour y fonder une autre maison (maison un peu plus loin que le presbytère, sur le même trottoir en direction de Hymont).

#### Le Couvent jaune
De l’autre côté de la basilique Saint-Pierre-Fourier, une maison achetée du vivant d'Alix Le Clerc
- remaniée en 1720 (voir le porche à l’arrière de la maison)
- en 1795, confiscation comme bien national
- en 1834, remaniée  par les frères Baillard : on construit l’aile ouest pour le futur pensionnat.
- en 1866, occupée par la mairie, l’école des garçons, la poste.

Les petites fenêtres que l’on voit à l’étage supérieur éclairaient les cellules des sœurs.

#### L’hôpital de Mattaincourt
Mentionné dès 1461, fut reconnu officiellement en 1710, sous le vocable de saint Sébastien que l’on invoquait contre la peste.

#### La source d'Heucheloup
Captées près de Begnécourt depuis 1874, ses eaux sont amenées par une conduite de 9 km de longueur dans un petit parc de Bonzon entre Mattaincourt et Hymont. Elles sont reconnues par l’Académie de médecine en 1875 comme analogues à celle de Vittel et de Contrexéville, issues de sources sulfatées calciques.

### Personnalités liées à la commune
- Saint Pierre Fourier (30 novembre 1565 - 9 décembre 1640) est un religieux catholique et patriote lorrain. Il fut le curé de Mattaincourt à partir de 1597[41].
- Fourier Bonnard, dit Fourier-Bonnard, prêtre, historien[42],[43].
- M. l'abbé Joseph-Émile Colin[44].
- Joseph Nicolas Huel, curé de Rouceux, né à Mattaincourt le 17 juin 1690[45].
- René A. Morel, luthier[46].
- Médaillés de Sainte-Hélène[47].

### Héraldique
| Blason de Mattaincourt | Blason  | D'azur aux trois bandes d'or, au chef d'argent chargé d'une tête de lion arrachée de gueules accostée de deux roses du même.                           |
| Blason de Mattaincourt | Détails | en août 2021, Mr Joris Huriot a précisé à Robert A LOUIS que le blason de Pierre Fourier attribué à la commune faisait partie de l'histoire de la cité |

## Pour approfondir